# Alan Handley
Alan Handley, né le 11 mars 1912 en Indiana (États-Unis) et mort le 5 janvier 1990 à Los Angeles (États-Unis), est un producteur et réalisateur américain de programmes de télévision.  
En 1966, il a été récompensé par un Emmy dans la catégorie "Réalisation exceptionnelle de variétés ou de musiques" pour son travail dans The Julie Andrews Show (1965). 

## Biographie

### Carrière de scène
Dans les années 1930, Handley joue dans de nombreuses productions théâtrales, à Broadway et ailleurs. Sa carrière d'acteur prend fin avec l'avènement de la Seconde Guerre mondiale, au cours de laquelle il sert dans le génie de l'armée. 

### Carrière télévisuelle
Alan Handley est réalisateur  des émissions de télévision des 30e, 31e et 32e Oscars (1958-1960).

### Carrière d'écrivain
En 1948, il publie son roman Kiss Your Elbow avec comme cadre la scène théâtrale de New York. À l'occasion de son soixantième anniversaire, en 2009, Harlequin NA republie Kiss Your Elbow parmi l'un de ses six premiers livres, avec le texte et la couverture d'origine.

### Fin de vie
Handley meurt d'une crise cardiaque à l'âge de 77 ans.